# Четвёртый дивизион России по футболу
Первенство России среди любительских команд региональных федераций футбола IV дивизиона (Четвёртый дивизион) — соревнование для непрофессиональных футбольных клубов на региональном уровне. Является шестым (с 1994 по 1997 и с 2023, ранее—пятым) уровнем в системе футбольных лиг. До 2022 года проводился как национальный отбор к Кубку регионов УЕФА.
В 1994—1997 годах ввиду наличия в структуре российских соревнований Третьей лиги ПФЛ четвёртым дивизионом (четвёртой лигой) считались первенства КФК (нынешняя Третья лига).

## Соревнования
Соревнования проводятся в четыре этапа:
- I этап: Первенства субъектов РФ среди ЛФК, СК IV дивизиона 
 Проводятся по регламентам, утвержденным региональными федерациями футбола и включенных в календарный план мероприятий региональных органов исполнительной власти в области физической культуры и спорта. На I этапе Соревнования проводятся по круговой системе («каждый с каждым»), с учётом установленных регистрационных периодов. Количество кругов каждой Региональной федерацией определяется самостоятельно.
- II этап: Кубок Чемпионов МРО РФС среди ЛФК, СК IV дивизиона — победителей 1-го этапа Соревнований в субъектах РФ (региональных федерациях футбола). 
На II этапе в Соревнованиях участвуют по одной команде от каждой Региональной федерации, победившей в I этапе или занявшей наиболее высокое место. Проводятся по регламентам, утвержденным МРО в виде краткосрочного мини-турнира.
- III этап: Всероссийские финальные турниры с участием 10-ти победителей II этапа (Всероссийские соревнования по футболу среди мужчин «Кубок Регионов»)[1]. 
 Проводятся по регламенту РФС в виде краткосрочного мини-турнира.
- IV этап: Финальные матчи за право участия в Кубке Регионов УЕФА 2021[англ.] среди ЛФК, СК — победителей III этапа в сезонах 2019 и 2020 гг.  
 Финальные матчи проводятся по регламенту РФС на футбольных стадионах каждой из команд-финалистов — всего 2 матча[2].

В некоторых случаях имеется практика участия команды в чемпионате не своего региона.
В подготовительный (зимний) период имеется практика проведения розыгрышей зимних чемпионатов регионов (продолжительность матча — 2 тайма по 35 или 40 минут), имеют статус неофициальных (подготовительных) турниров.

## Межрегиональные объединения федераций футбола России

### МРО Центр—Московская федерация футбола
1. Москва — Чемпионат Москвы среди ЛФК (Дивизион Б)[2][11], Кубок Москвы (Кубок России среди ЛФК, зона «Москва»)[12].

Примечание. МРО «Центр» существовала (в её ведении находились соревнования) до 2004 года[уточнить].

### МРО Центр—Федерация футбола Московской области
1. Московская область — Чемпионат Московской области («Лига В»)[2][14], Кубок Московской области (Кубок России среди ЛФК, зона «Московская область»)[12].

Примечание. МРО «Центр» существовала (в её ведении находились соревнования) до 2004 года[уточнить].

### Центр (Черноземье)
1. Белгородская область — Чемпионат Белгородской области, Кубок Белгородской области.
2. Брянская область — Чемпионат Брянской области, Кубок Брянской области.
3. Волгоградская область — Чемпионат Волгоградской области, Кубок Волгоградской области.
4. Воронежская область — Чемпионат Воронежской области, Кубок Воронежской области.
5. Калужская область — Чемпионат Калужской области, Кубок Калужской области.
6. Курская область — Чемпионат Курской области, Кубок Курской области.
7. Липецкая область — Чемпионат Липецкой области, Кубок Липецкой области.
8. Орловская область — Чемпионат Орловской области, Кубок Орловской области.
9. Рязанская область — Чемпионат Рязанской области, Кубок Рязанской области.
10. Смоленская область — Чемпионат Смоленской области, Кубок Смоленской области.
11. Тамбовская область — Чемпионат Тамбовской области, Кубок Тамбовской области.
12. Тульская область — Чемпионат Тульской области, Кубок Тульской области.

### Северо-Запад
1. Республика Карелия — Чемпионат Республики Карелия, Кубок Карелии.
2. Республика Коми.
3. Архангельская область.
4. Калининградская область.
5. Ленинградская область — Чемпионат Ленинградской области, Кубок Ленинградской области.
6. Мурманская область.
7. Псковская область.
8. Ненецкий автономный округ.
9. Новгородская область
(Федерация футбола Новгородской области исключена в декабре 2021 года).
10. Санкт-Петербург
(Чемпионат Санкт-Петербурга в высшей лиге с 2023 года относится к III дивизиону)

### Золотое кольцо
1. Владимирская область — Чемпионат Владимирской области, Кубок Владимирской области.
2. Вологодская область — Чемпионат Вологодской области, Кубок Вологодской области.
3. Ивановская область — Чемпионат Ивановской области, Кубок Ивановской области.
4. Кировская область — Чемпионат Кировской области, Кубок Кировской области.
5. Костромская область — Чемпионат Костромской области, Кубок Костромской области.
6. Тверская область — Чемпионат Тверской области, Кубок Тверской области.
7. Ярославская область — Чемпионат Ярославской области, Кубок Ярославской области.

### Юг
1. Республика Адыгея.
2. Республика Дагестан — Чемпионат Дагестана.
3. Республика Ингушетия.
4. Республика Кабардино-Балкария — Чемпионат Кабардино-Балкарской республики.
5. Республика Калмыкия.
6. Республика Карачаево-Черкесия.
7. Республика Северная Осетия — Алания — Чемпионат РСО-Алания.
8. Чеченская Республика
9. Краснодарский край — Чемпионат Краснодарского края, Кубок Краснодарского края.
10. Ставропольский край — Чемпионат Ставропольского края, Кубок Ставропольского края.
11. Астраханская область.
12. Ростовская область — Чемпионат Ростовской области, Кубок Ростовской области.

### Приволжье
1. Республика Марий Эл.
2. Республика Мордовия.
3. Республика Татарстан — Чемпионат Татарстана.
4. Республика Удмуртия — Чемпионат Удмуртской Республики, Кубок Удмуртской Республики.
5. Республика Чувашия — Чемпионат Чувашии, Кубок Чувашии.
6. Нижегородская область — Чемпионат Нижегородской области, Кубок Нижегородской области.
7. Пензенская область.
8. Самарская область — Чемпионат Самарской области.
9. Саратовская область.
10. Ульяновская область — Чемпионат Ульяновской области, Кубок Ульяновской области.

### Урал и Западная Сибирь
1. Республика Башкортостан — Чемпионат Башкортостана, Кубок Башкортостана.
2. Пермский край — Чемпионат Пермского края, Кубок Пермского края.
3. Курганская область — Чемпионат Курганской области, Кубок Курганской области.
4. Омская область — Чемпионат Омской области, Кубок Омской области.
5. Оренбургская область — Чемпионат Оренбургской области, Кубок Оренбургской области.
6. Свердловская область — Чемпионат Свердловской области, Кубок Свердловской области.
7. Тюменская область — Чемпионат Тюменской области, Кубок Тюменской области.
8. Челябинская область — Чемпионат Челябинской области, Кубок Челябинской области.

### Сибирь
1. Республика Алтай — Чемпионат Алтая[15].
2. Республика Бурятия — Чемпионат Бурятии.
3. Республика Тыва — Чемпионат Тывы.
4. Республика Хакасия — Чемпионат Хакасии.
5. Алтайский край — Чемпионат Алтайского края.
6. Забайкальский край — Чемпионат Забайкальского края.
7. Красноярский край — Чемпионат Красноярского края.
8. Иркутская область — Чемпионат Иркутской области.
9. Кемеровская область — Чемпионат Кемеровской области.
10. Новосибирская область — Чемпионат Новосибирской области.
11. Томская область — Чемпионат Томской области.

### Дальний Восток
1. Республика Саха.
2. Камчатский край.
3. Приморский край — Чемпионат Приморского края, Кубок Приморского края.
4. Хабаровский край — Чемпионат Хабаровского края.
5. Амурская область — Чемпионат Амурской области.
6. Магаданская область.
7. Сахалинская область — Чемпионат Сахалинской области.
8. Еврейская автономная область.